# Afronurus cervinus
Afronurus cervinus is een haft uit de familie Heptageniidae. De wetenschappelijke naam van de soort is voor het eerst geldig gepubliceerd in 1984 door Braasch & Soldán.
De soort komt voor in het Oriëntaals gebied.